# 小橋町 (金沢市)
小橋町（こばしまち）は、石川県金沢市の地名。丁目を持たない単独町名。住居表示実施区域。

## 地理

### 河川
- 浅野川

## 歴史

### 旧町名の概要
小橋町（こばしまち）
立川町（たつがわちょう）
- 地子町

御仲間町（おちゅうげんまち）
- 地子町

水車町（みずぐるままち）
- 地子町

浅野町（あさのまち）
- 地子町

### 沿革
- 1966年（昭和41年）9月1日 - 住居表示実施により、馬場六番丁の全部と馬場五番丁・小橋町・立川町・御仲間町・水車町・浅野町・下浅野町の各一部から成立[4]。

## 世帯数と人口
2022年（令和4年）9月1日現在の世帯数と人口は以下のとおりである。
| 町丁   | 世帯数  | 人口  |
| ------ | ------- | ----- |
| 小橋町 | 311世帯 | 637人 |

## 小・中学校の学区
市立小・中学校に通う場合、学区は以下のとおりとなる。
| 番・番地等 | 小学校               | 中学校             |
| --- | -------------------- | ------------------ |
| 1番12号～2番2号、2番42号～3番3号、3番7号～4番、5番19号～6番9号、6番30号～6番36号                                                  | 金沢市立明成小学校   | 金沢市立長町中学校 |
| 1番1号～1番11号、2番3号～2番41号、3番4号～3番6号、5番1号～5番18号、6番10号～6番16号、6番18号～6番22号、7番7号～7番16号、8番～18番 | 金沢市立浅野町小学校 | 金沢市立鳴和中学校 |
| 6番17号、6番23号～6番29号、7番1号～7番6号、7番17号～7番19号                                                                       | 金沢市立森山町小学校 | 金沢市立鳴和中学校 |

## 交通

### 鉄道
町内に鉄道駅はない。

### バス
- 北鉄バス（北陸鉄道・北鉄金沢バス）・城下まち金沢周遊バス　小橋町バス停
- 金沢ふらっとバス此花ルート　小橋町バス停

### 道路
- 東インター大通り

## 施設
- 北國銀行 金沢城北支店